# Motorola 68008

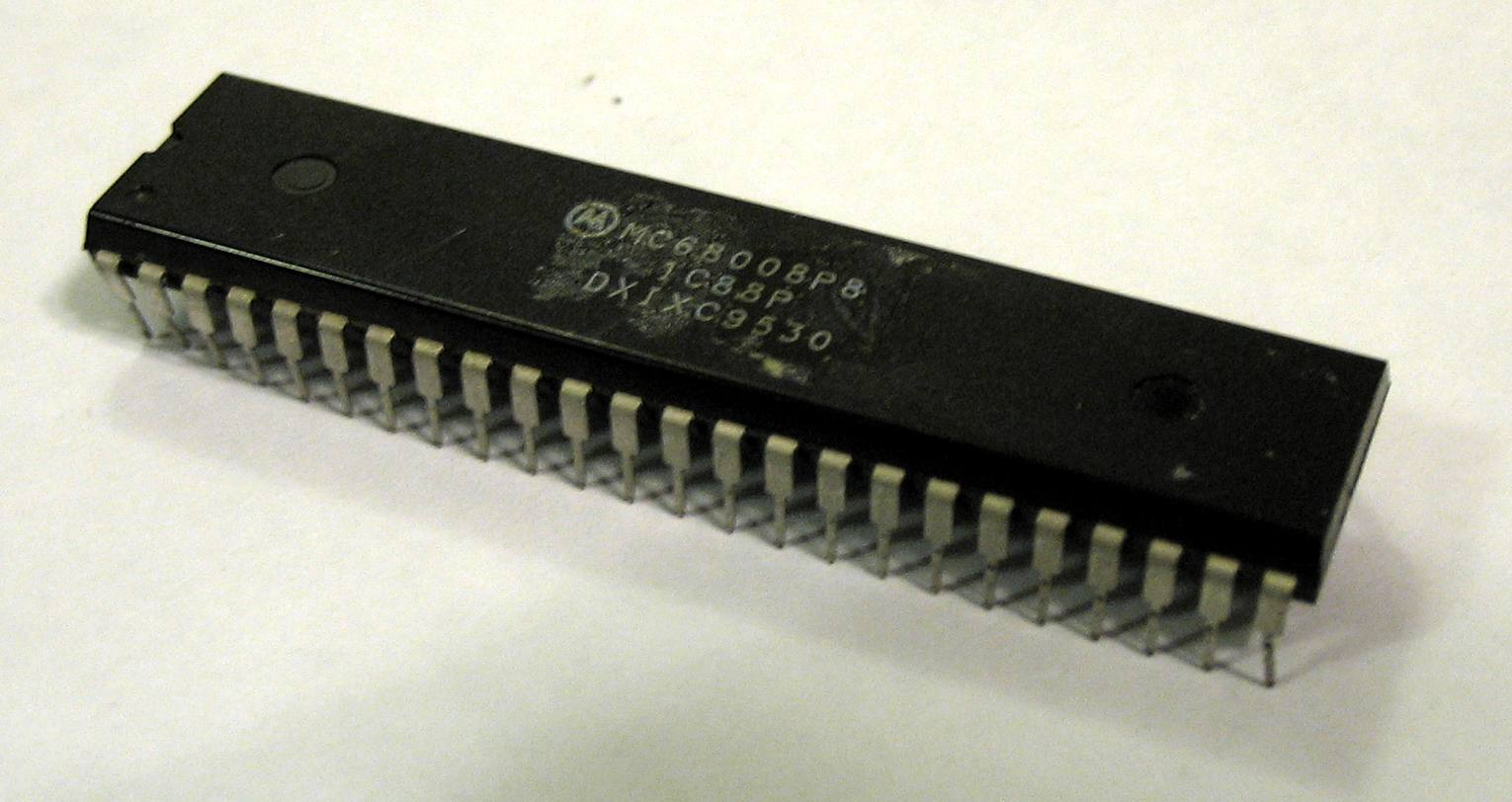
Processeur Motorola 68008.

Le Motorola MC68008 est un microprocesseur CISC 8/16/32 bits de la famille m68k de Motorola. C'est une variante bon marché du Motorola 68000. Le 68008 a été introduit en 1982.
Le 68008 existe en deux versions : en puce de 48 ou de 52 broches. Selon la version, il a un bus d'adresse de 20 ou 22 bits, au lieu de 24 pour le 68000. Le 68008 peut donc adresser 1 ou 4 mébioctets de mémoire informatique. Il a un bus de données externe de 8 bits au lieu de 16 pour 68000. Pour le reste, il offre le même modèle du programmeur que le 68000, dont les registres 32 bits, d'où son appellation de microprocesseur 8/16/32 bits.

## Utilisation du 68008

### ParSinclair Research
La version à 48 broches originelle fut utilisée dans le Sinclair QL pour bénéficier d'une technologie bon marché 8 bits sur la carte mère tout en travaillant en interne avec l'unité de calcul 16/32 bits du 68000.